# Anthracoidea curvulae
Anthracoidea curvulae är en svampart som beskrevs av Vánky & Kukkonen 1983. Anthracoidea curvulae ingår i släktet Anthracoidea och familjen Anthracoideaceae.   Inga underarter finns listade i Catalogue of Life.